# Барковский, Владислав Викторович
Владислав Викторович Барковский (12 октября 1944, Москва — 3 декабря 2012, Москва) — советский автогонщик. Двукратный чемпион СССР. Мастер спорта СССР международного класса. Каскадер, постановщик трюков, член Профсоюза каскадеров России. Комментатор автогонок.

## Биография
В 1963—1965 годах проходил срочную военную службу в Научно-исследовательском испытательном институте авиационной медицины (НИИИАМ). Участвовал в испытаниях систем жизнеобеспечения для космонавтов. Проходил подготовку по программе пилотируемого облета Луны, выполнял полную имитацию облета Луны в барокамере.
С 1966 года стал работать в московском таксомоторном парке № 10, начал заниматься автоспортом (кольцевые гонки группы Г). В 1968 году перешёл в 4 комбинат Мосавтолегтранса. Участвовал в кольцевых и ипподромных гонках на ГАЗ-21.
В 1969 году — второе место в гонках на приз памяти Ю. А. Гагарина, третье место в гонках на приз газеты «Смена». Получил звание кандидата в мастера спорта.
В 1970 году участвовал в кольцевых и ипподромных гонках в классе «Волг». Гонялся в чемпионате СССР в классе «формула-4» (сход).
В 1971 году в классе «формула-2» на автомобиле «Эстония-16» занял 8 место в чемпионате СССР и второе — в чемпионате общества «Спартак». Начал работать каскадёром.
В 1972 году занял 4 место в чемпионате СССР «формулы-2», победив на этапе в Таллине. В 1973 году занял 4 место в чемпионате СССР «формулы-3» («Эстония-18»). В 1974 году победил в чемпионате СССР «формулы-3», выиграв два этапа в Рига. Стал мастером спорта.
В 1975 году участвовал в чемпионате СССР «формулы-3» («Эстония-18») и «формулы-1» («Эстония-16М»-FIAT, без очков). Побеждал в гонках на приз открытия сезона и в чемпионате общества «Спартак». Занял второе место в Кубке Дружбы социалистических стран. Первым среди гонщиков получил звание мастера спорта международного класса.
В 1976 году совместно с механиком В. Попловым построил на стандартном шасси «Эстония-18М» гоночный автомобиль собственной конструкции «БПС-Эстония» (БПС — «Барковский-Поплов Спорт»). Станол на нём чемпионом СССР в классе «формула-3», победив на двух этапах в Риге). Занял 12 место в Кубке Дружбы социалистических стран.
В 1977 году на усовершенствованной «БПС-Эстонии» занял 2 место в чемпионате СССР в классе «формула „Восток“», победив на первом этапе в Ленинграде). Победитель гонок на приз «Золотая осень». Занял 7 место в Кубке Дружбы социалистических стран.
В 1978 году в чемпионате СССР формулы «Восток» на «БПС-Эстония» занял 3 место; победив на этапе в Киеве. Занял 5 место на Кубке Дружбы социалистических стран. Подготовил второй автомобиль «БПС-Эстония» для А. Кучеренко.
В 1979 году находился в командировке в Сан-Томе и Принсипи.
В 1980—1982 годах участвовал в чемпионате СССР формулы «Восток» («Эстония-19» — 1980, («Эстония-20» — 1981—1982) — 3, 4 и 6 места. В Кубке Дружбы социалистических стран участвовал только в киевских этапах. Победа в чемпионате министерств автомобильного транспорта республик СССР (1980, 1982).
В 1983—1987 годах участвовал в чемпионат СССР «формулы-3» («Эстония-20»; «Эстония-21М» — 1987), 7, 5, 10, 12, 2 места. 12 место в финале VIII Спартакиады по техническим видам спорта (1983).
В 1988 году занял 4 место в чемпионате СССР формулы «Мондиаль» («Эстония-21.10»).
С 1989 года начал в основном работать в кино. В чемпионате СССР формулы «Мондиаль» занял 18 место).
В 1990 году в чемпионате СССР «формулы-1600» («Эстония-21.10») занял 22 место и завершил гоночную карьеру.
Скончался 3 декабря 2012 от рака. Похоронен на Ваганьковском кладбище.